# Infraspinatus
Infraspinatus er en tyk triangulær muskel der optager hovedpraten af infraspinatus fossa. Som en af de fire muskler i rotatormanchetten, er dens hovedfunktion at udadrotere humerus og stabilisere skulderledet.